# Calabruixa grossa
La calabruixa grossa, allassa blava o pipiu blau (Muscari comosum) és una espècie de planta amb flors del gènere Muscari dins la família de les asparagàcies (Asparagaceae). És una planta nativa d'Europa, el nord d'Àfrica, Orient Pròxim i l'Iran.
Addicionalment pot rebre els noms d'all de bruixa, all de colobra, alls de bruixa, alls de serp, barralet, barralets, bruixa, cabeçola, calabruix, calabruixa, calabruixa de cap de moro, calabruixa gran, calabruixes, candeler, cap de moro, capblau, clau de Nostre Senyor, claus de Nostre Senyor, coll de colom, collblau, cúgols, lliri d'ase, marcet, mascaró, nyicris, penitent i pipius blaus. També s'han recollit les variants lingüístiques agüelico, all de culobra, calabruisa, calabrulla, calambruixa, coll blau i marcet en penatxo.

## Descripció
És una planta herbàcia, perenne, bulbosa, amb una tija llarga, de fins a 60 cm d'alçària, que no porta fulles.
Les fulles són linears, de fins a 2 cm d'amplada, solcades i lluents, disposades totes elles a la base.
Les flors es troben reunides en un raïm lax, les superiors, de color violaci. Són estèrils i estan sostingudes per un pedicel de color violeta, dret, més llarg que la mateixa flor, disposades en un corimbe terminal molt bonic. Les de més avall són fèrtils i de color bru olivaci, amb els pedicels gairebé perpendiculars a la tija i de la mateixa llargada de la flor. La floració s'esdevé entre el març i el juliol.
El fruit és una càpsula d'aproximadament 1 cm.

## Taxonomia
Aquesta espècie va ser publicada per primer cop l'any 1753, sota el nom d'Hyacinthus comosus, al primer volum de l'obra Species Plantarum de Carl von Linné (1707-1778). L'any 1768 el botànic escocès Philip Miller (1691-1771) va col·locar el tàxon al gènere Muscari amb el nom de Muscari comosus, publicat a la vuitena edició de la seva obra The Gardeners Dictionary i d'aquí va sortir la forma actual, Muscari comosum.

### Sinònims
Els següents noms científics són sinònims de Muscari comosum:
- Sinònims homotípics

- Bellevalia comosa (L.) Kunth
- Botrycomus vulgaris Fourr.
- Eubotrys comosa (L.) Raf.
- Hyacinthus comosus L.
- Leopoldia comosa (L.) Parl.
- Scilla comosa (L.) Salisb.

- Sinònims heterotípics

- Bellevalia bouriana Heldr. ex Nyman
- Bellevalia calandriniana (Parl.) Nyman
- Bellevalia graeca Heldr.
- Bellevalia graminifolia Nyman
- Bellevalia holzmannii Heldr.
- Bellevalia holzmannii var. curta (Heldr.) Nyman
- Bellevalia pharmacusana (Heldr.) Nyman
- Bellevalia pinardii Boiss.
- Bellevalia sartoriana (Heldr.) Nyman
- Bellevalia sartoriana subsp. pharmacusana (Heldr.) Nyman
- Bellevalia tenuiflora subsp. constricta (Tausch) Nyman
- Etheiranthus constrictus (Tausch) Kostel.
- Etheiranthus milleri Kostel.
- Etheiranthus milleri var. monstrosus Kostel.
- Hyacinthus fuliginosus Pall.
- Hyacinthus monstrosus L.
- Hyacinthus paniculatus Lam.
- Hyacinthus plumosus Reider
- Leopoldia anguliflora Lojac.
- Leopoldia bormaniana Lojac.
- Leopoldia bouviana Heldr. ex Nyman
- Leopoldia calandriniana Parl.
- Leopoldia clusiana Heldr. ex Nyman
- Leopoldia constricta Heldr.
- Leopoldia curta Heldr.
- Leopoldia graeca (Heldr.) Heldr.
- Leopoldia graminifolia Heldr. ex Nyman
- Leopoldia holzmannii (Heldr.) Heldr.
- Leopoldia pharmacusana Heldr.
- Leopoldia pinardii (Boiss.) Parl.
- Leopoldia pyramidalis (Tausch) Heldr.
- Leopoldia sartoriana Heldr.
- Leopoldia trojana Heldr.
- Muscari bouvianum Heldr. ex Rouy
- Muscari bulgaricum Velen.
- Muscari calandrinianum (Parl.) Nyman
- Muscari charrellii Heldr. ex Rouy
- Muscari comosum subsp. courtilleri (Boreau) K.Richt.
- Muscari comosum subsp. holzmannii (Heldr.) Cif. & Giacom.
- Muscari comosum subsp. monstrosum (L.) K.Richt.
- Muscari comosum f. monstrosum (L.) Maire
- Muscari constrictum Tausch
- Muscari courtilleri Boreau
- Muscari cousturieri Gand.
- Muscari cretensium Gand.
- Muscari curtum (Heldr.) Boiss.
- Muscari giennense Pau & Cuatrec.
- Muscari graecum (Heldr.) Boiss.
- Muscari graminifolium Heldr. & Holzm. ex Rouy
- Muscari holzmannii (Heldr.) Hirc
- Muscari longissimum Medik.
- Muscari monstrosum (L.) Mill.
- Muscari paniculatum (Lam.) Medik.
- Muscari pharmacusanum (Heldr.) Boiss.
- Muscari pinardii (Boiss.) Boiss.
- Muscari pyramidale Tausch
- Muscari sartorianum (Heldr.) Boiss.
- Muscari segusianum E.P.Perrier & Songeon
- Muscari trojanum (Heldr.) Boiss.
- Pelotris paniculatus (Lam.) Raf.
- Scilla monstrosa (L.) Salisb.

## Hàbitat
Als erms, prats secs i a les terres conreades de terra baixa i de muntanya mitjana.

## Ús gastronòmic
És un ingredient força típic de les gastronomies italiana i grega. Els bulbs crus tenen un gust una mica irritant, per la qual cosa convé bullir-los o escalivar-los o bé confitar-los. Els seus bulbs es cullen a la primavera, quan la planta floreix i és fàcil identificar-la.
S'afegeixen a les amanides com si es tractés de cebetes, o bé es mengen sols, amanits amb oli o amb una vinagreta. També poden formar part d'una escalivada, acompanyats de pebrots, albergínies, patates o tomàquets. Es pot utilitzar per condimentar plats.